# Dallas (Georgia)
Dallas is een plaats (city) in de Amerikaanse staat Georgia, en valt bestuurlijk gezien onder Paulding County.

## Demografie
Bij de volkstelling in 2000 werd het aantal inwoners vastgesteld op 5056.
In 2006 is het aantal inwoners door het United States Census Bureau geschat op 9437, een stijging van 4381 (86.6%).

## Geografie
Volgens het United States Census Bureau beslaat de plaats een oppervlakte van
11,8 km², waarvan 11,7 km² land en 0,1 km² water. Dallas ligt op ongeveer 285 m boven zeeniveau.

## Plaatsen in de nabije omgeving
De onderstaande figuur toont nabijgelegen plaatsen in een straal van 24 km rond Dallas.